# Lucian Buzan
Lucian Buzan (Caransebeș, 9 marzo 1999) è un calciatore rumeno, centrocampista del Șelimbăr.

## Caratteristiche tecniche
È un esterno destro.

## Carriera
Cresciuto nel settore giovanile dell'U Craiova, debutta in prima squadra il 19 settembre 2017 in occasione dell'incontro di Liga I vinto 3-2 contro il Sepsi. Dato lo scarso impiego nelle stagioni seguenti viene ceduto in prestito a Dunărea Călărași, SSU Politehnica Timișoara ed Hermannstadt; proprio in quest'ultima squadra riesce a trovare una discreta continuità in massima divisione, passandovi a titolo definitivo al termine della stagione 2019-2020.

## Statistiche
Statistiche aggiornate al 12 aprile 2021.

### Presenze e reti nei club
| Stagione        | Squadra                   | Campionato      | Campionato | Campionato | Coppe nazionali | Coppe nazionali | Coppe nazionali | Coppe continentali | Coppe continentali | Coppe continentali | Altre coppe | Altre coppe | Altre coppe | Totale | Totale | Totale |
| Stagione        | Squadra                   | Comp            | Pres       | Reti       | Comp            | Pres            | Reti            | Comp               | Pres               | Reti               | Comp        | Pres        | Reti        | Pres   | Reti   |        |
| --------------- | ------------------------- | --------------- | ---------- | ---------- | --------------- | --------------- | --------------- | ------------------ | ------------------ | ------------------ | ----------- | ----------- | ----------- | ------ | ------ | ------ |
| 2017-2018       | U Craiova                 | L1              | 1          | 0          | CR              | 0               | 0               | UEL                | 0                  | 0                  |             | -           | -           | 1      | 0      |        |
| 2018-gen. 2019  | Dunărea Călărași          | L1              | 2          | 0          | CR              | 1               | 0               |                    | -                  | -                  |             | -           | -           | 3      | 0      |        |
| gen.-giu. 2019  | SSU Politehnica Timișoara | L2              | 16         | 0          | CR              | 0               | 0               |                    | -                  | -                  |             | -           | -           | 16     | 0      |        |
| 2019-2020       | Hermannstadt              | L1              | 10         | 0          | CR              | 1               | 0               |                    | -                  | -                  |             | -           | -           | 11     | 0      |        |
| 2020-2021       | Hermannstadt              | L1              | 12         | 0          | CR              | 1               | 0               |                    | -                  | -                  |             | -           | -           | 13     | 0      |        |
| Totale carriera | Totale carriera           | Totale carriera | 41         | 0          |                 | 3               | 0               |                    | 0                  | 0                  |             | -           | -           | 44     | 0      |        |

## Palmarès

### Competizioni nazionali
- Coppa di Romania: 1

U Craiova: 2017-2018